# 1918 en Ontario
Chronologie de l'Ontario
- 1914
- 1915
- 1916
- 1917
- 1918
- 1919
- 1920
- 1921
- 1922

Cette page concerne des événements d'actualité qui se sont produits durant l'année 1918 dans la province canadienne de l'Ontario.

## Politique
- Premier ministre : William Hearst (Parti conservateur)
- Chef de l'Opposition: Vacant puis William Proudfoot (Parti libéral)
- Lieutenant-gouverneur: John Strathearn Hendrie (en)
- Législature: 14e (en)

## Événements
- Fin de la Saison 1917-1918 de la LNH : les Arenas de Toronto remportent la Coupe Stanley contre les Millionnaires de Vancouver.

### Mai
- 14 mai : des cultivateurs de l'Ontario et du Québec manifestent à Ottawa contre l'enrôlement des jeunes de 20 à 22 ans. Le premier ministre canadien Robert Borden refuse de recevoir leur délégation[1].

### Octobre
- 24 octobre : Beniah Bowman (en) devient le premier député ouvrier à remporte l'élection partielle de Manitoulin à l'Assemblée législative de l'Ontario.

## Naissances
- 13 février : Ross Whicher, député provincial de Bruce (en) (1955-1967) et député fédéral de Bruce (1968-1974) († 19 avril 2002).
- 5 mars : Milt Schmidt, joueur de hockey sur glace († 4 janvier 2017).
- 2 avril : Marion Bryden, député provincial de Beaches—Woodbine (1975-1990) († 12 février 2013).
- 23 avril : Margaret Avison (en), poète († 31 juillet 2007).
- 15 mai : Saul Laskin (en), 1er maire (en) de Thunder Bay († 4 octobre 2008).
- 28 mai : Johnny Wayne, scénariste, acteur et compositeur († 18 juillet 1990).
- 13 novembre : George Grant (en), philosophe, professeur et commentateur politique († 27 septembre 1988).
- 30 décembre : Al Purdy (en), poète († 21 avril 2000).

## Décès
- 28 janvier : John McCrae, médecin militaire et auteur du poème Au champ d'honneur (° 30 novembre 1872).
- 21 mars : Henry Joseph Walker (en), député fédéral de Northumberland-Est (1911-1917) (° 28 novembre 1849).
- 16 avril - Jules Fournier (journaliste) (º 23 août 1884)
- 28 mai : Anson Dodge (en), député fédéral de York-Nord (1872-1874) (° 25 août 1834).
- 11 octobre : Wallace Lloyd Algie, bénéficiaire (° 10 juin 1891).